# Brachioteuthis riisei
Brachioteuthis riisei – gatunek kałamarnicy z rodziny Brachioteuthidae. Jest kosmopolitycznym, mezo- i batypelagicznym gatunkiem spotykanym w wodach wszystkich oceanów, a także Morza Śródziemnego i Morza Egejskiego, na głębokości od 0 do 3000 m. Charakteryzuje się czterema barwnymi plamami na głowie. Płaszcz wąski, cylindryczny, słabo umięśniony, głowa mała i wąska. Długość płaszcza wynosi od 10 do 17 cm, długość płetwy stanowi 35-50% długości płaszcza. Ramiona z dwoma rzędami przyssawek.
Kałamarnice B. rissei stanowią pokarm wielu gatunków zwierząt, m.in. grindawali, grindwali krótkopłetwych, wali butelkonosych południowych, wali Cuviera, delfinów pręgobokich, delfinów Risso, delfinów zwyczajnych, kaszalotów małych, pingwinów królewskich i burzyków żółtodziobych. Są też odławiane przez ludzi.